# Sesshū Tōyō

Landschaft, um 1481

Sesshū Tōyō (jap. 雪舟 等楊, Sesshū Tōyō; * 1420 in Akahama, Provinz Bitchū (heute: Sōja, Präfektur Okayama); † 26. August 1506 wohl in Yamaguchi) war ein Zen-Mönch und der bedeutendste japanische Maler der Muromachi-Zeit (15. Jahrhundert). Sein Künstlername (gō) ist Sesshū, während Tōyō sein eigentlicher Name (imina) ist.

## Leben
Sesshū wurde 1420 in der Provinz Bitchū, der heutigen Präfektur Okayama geboren. Mit elf Jahren trat er 1431 als Novize in den Zen-Tempel Hōfuku-ji ein. Im Alter von 20 Jahren wurde er als Mönch in den Tempel Shōkoku-ji in Kyōto versetzt. Doch er verließ den Tempel, hielt sich möglicherweise in Kamakura auf und zog 1464 auf Anfrage der Ouchi Familie weiter nach Yamaguchi zum Tempel Unokoku-ji. Die Stadt hatte zu der Zeit gute Beziehungen zu China, so dass er von dort aus 1468 nach Peking reisen und mehrere Monate an der kaiserlichen Malakademie studieren konnte. Später erhielt er den Auftrag, ein Amtsgebäude in der Stadt mit Wandgemälden zu schmücken. Er verließ China 1469, kehrte nach Yamaguchi zurück und richtete sich 1476 ein Atelier in der Provinz Bungo (heute: Präfektur Ōita) ein, das er 1486 nach Yamaguchi verlegte, wo er vermutlich 1506 auch starb. Keiner seiner Schüler konnte sich einen Namen machen.

## Künstlerisches Schaffen

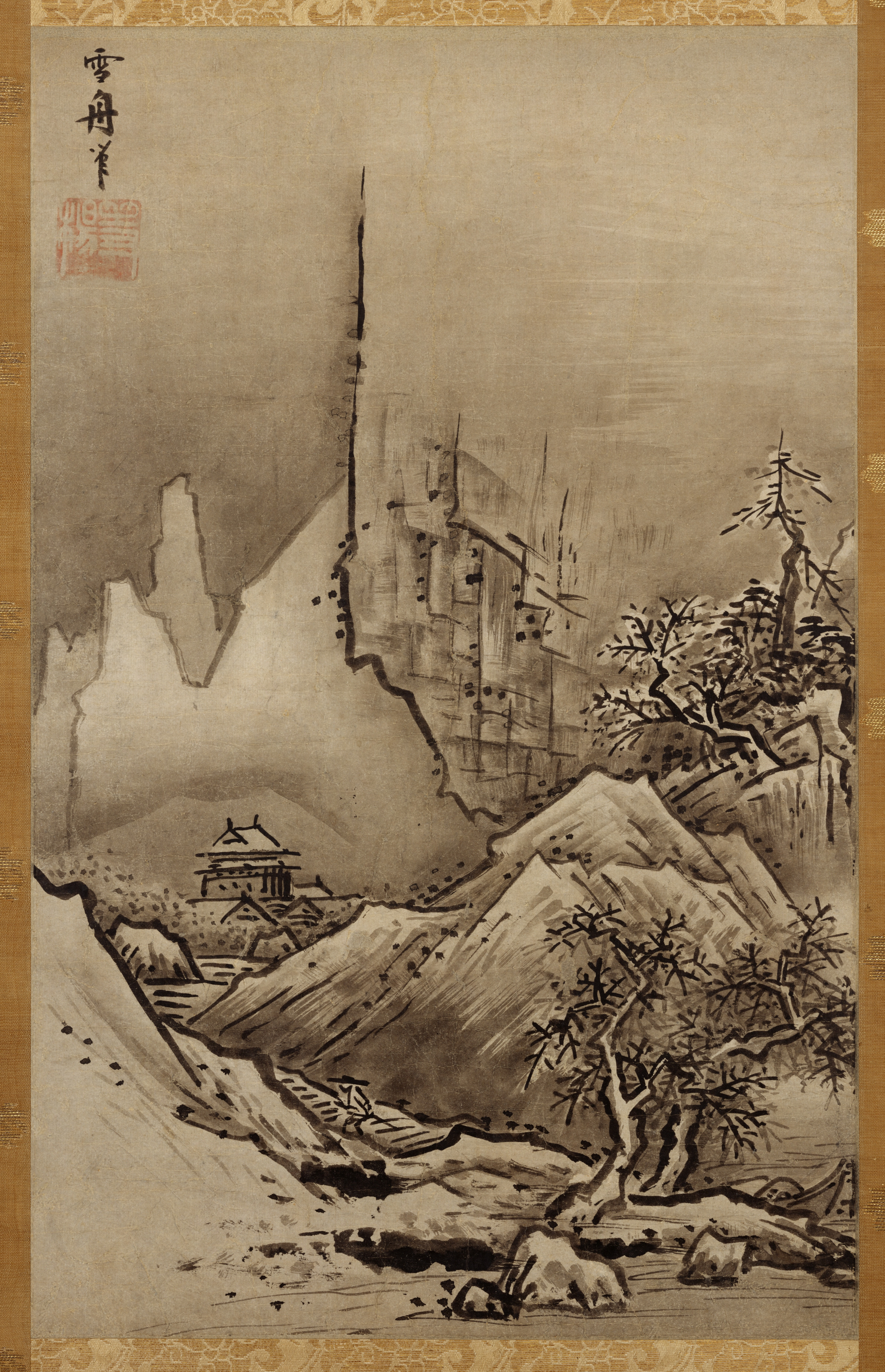
Herbst- und Winterlandschaft (Nationalmuseum Tokio)

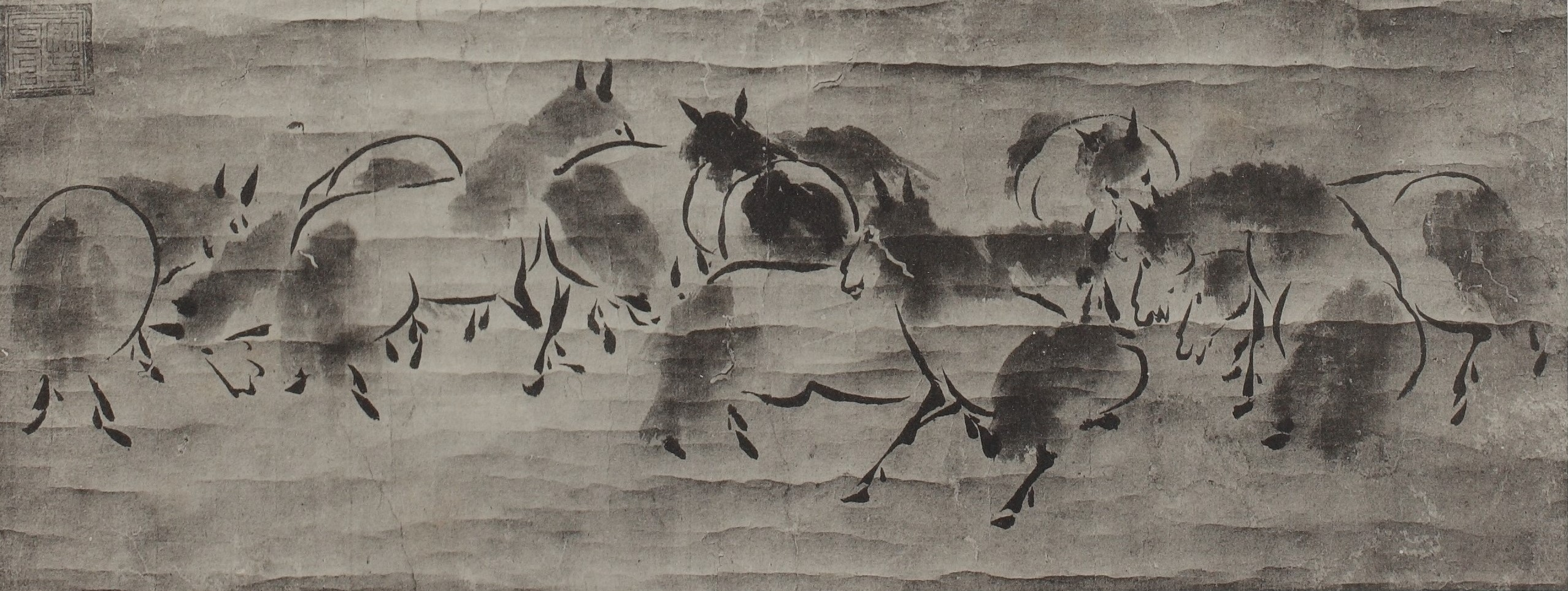
Pferde

Über seine Malerei vor den Jahren in China ist nichts bekannt. Seine bekannten Arbeiten, wie die Herbstlandschaft und die Winterlandschaft, deren Entstehungsdatum nicht bekannt ist, offenbaren, dass Sesshū Tōyō stark der chinesischen Tuschmalerei verhaftet war, sich aber schöpferisch weiterentwickelte. Er vermischte die chinesische mit der traditionellen japanischen Malerei und schuf mit seinen tiefen, menschenleeren Tuschelandschaften eine ganz eigene Form der Malerei, die sich durch starke Kontraste, geschickte Lavierungen und sparsame, expressive und eckige Pinselstriche auszeichnet.
Als sein größtes Meisterwerk wird die „Lange Landschaftsrolle“ (Shikisansui) bezeichnet. Dieses 1486 entstandene Werk hat eine Höhe von 40 Zentimetern und eine Länge von 15,85 Metern. Dargestellt werden chinesische Landschaften im Wechsel der Jahreszeiten, wobei Sesshus ganze Kunstfertigkeit bewundert werden kann, da er beispielsweise seine Pinselführung, aber auch Kompositionen variiert hat. Es ist aber auch bekannt, dass er im Haboku-Stil oder Yamato-e-Stil gearbeitet hat. Es wird angenommen, dass seine letzte Arbeit das Bild Ama no Hashidate ist, das um das Jahr 1501 entstanden sein muss. Hierbei hat sich Sesshū ungewöhnlicherweise um eine realistische Darstellung der Natur Japans bemüht.
Neben Sesshū hat die Muromachi-Zeit auch andere bedeutende Künstler aufzuweisen. Zeitgenössische Maler waren Josetsu, Shūbun und Sōtan. Im Gegensatz zu diesen war Sesshū zeit seines Lebens nicht im Dienst der Shōgune gewesen und hat relativ unabhängig in der Provinz gelebt. Seine Bilder sollen sowohl von den Bürgern wie von den Adeligen geschätzt worden sein. Darüber hinaus schuf er seine Werke, anders als seine Zeitgenossen, unabhängig von Gedichten als eigenständige Malerei. Damit dürfte er der Begründer der unabhängigen Malerei in Japan gewesen sein.

## Ausstellung
- 2006: The Trip to Sesshu / Sesshū e no Tabi (雪舟への旅), Kunstmuseum der Präfektur Yamaguchi[2]

## Sonstiges
Sesshū wird im fünfteiligen Fantasy-Roman Der Clan der Otori von Lian Hearn eingebunden und als ausgezeichneter Künstler erwähnt. Lian Hearn beschreibt Sesshu Tōyō bereits im Vorwort des ersten Buches als einmaligen Künstler.
1999 wurde der Asteroid (6818) Sessyu nach ihm benannt.